# Left Outside Alone
"Left Outside Alone" é uma canção da cantora e compositora americana Anastacia, para o terceiro álbum de estúdio e homónimo Anastacia. Foi escrita pela própria cantora, por Dallas Austin e Glen Ballard detalhando o relacionamento tenso da cantora com seu pai distante. O single foi lançado como primeiro do álbum a 2004 alcançando a primeira posição nas tabelas musicais da Austrália, Itália, Espanha e Países Baixos; número dois na Dinamarca, Alemanha, Irlanda, Noruega e Roménia; número três no Reino Unido e na Hungria, enquanto no geral se tornou o sexto single europeu mais vendido de 2004. Nos Estados Unidos, entrou em várias tabelas musicais da Billboard, onde alcançou a primeira posição na Hot Dance Singles Sales, bem como a quinta posição na Hot Dance Club Play. A faixa recebeu aclamação universal, com elogios vindos do novo som musical de Anastacia, bem como seu novo som de canto encontrado na abertura da música sendo comparado com Amy Lee do Evanescence.

## Recepção critica
"Left Outside Alone" recebeu aclamação universal da crítica. O editor da AllMusic, Matthew Chisling, escreveu "As faixas mais fortes do álbum incluem 'Left Outside Alone', na qual Anastacia repreende o ouvinte com gritos de frustração no pop/rock no seu melhor." Caroline Sullivan, do The Guardian, escreveu "Referências aparentes aparecem: 'Não está tudo bem, eu não me sinto segura', corre o refrão de Left Outside Alone." O editor do The Independent, Andy Gill, disse que essa música é "a fonte da vulnerabilidade".
Dom Passantino da Stylus Magazine escreveu "'Left Outside Alone' começa como se estivéssemos sendo cantados pelo Espírito Santo (assumindo que Kate Bush é o Pai e Tori Amos é o Filho), sobre, sim, exatamente os mesmos acordes que supervisionaram 'Daredevil'... Então Anastacia muda o estilo de volta para sua voz normal... chamá-lo de normal parece uma falácia." Mais tarde, ele elogiou a música com essas palavras "genuinamente interessante, genuinamente experimental e genuinamente bom single." O editor Dann Ginoe da Yahoo! Music elogiou a música: "Com uma aljava gótica de alta frequência flutuando sobre o ambiente, as cepas de abertura de 'Left Outside Alone' poderiam facilmente tê-la confundido com Amy Lee do Evanescence. O familiar uivo da sirene de ataque aéreo acaba entrando em ação eventualmente, mas está abaixo de um refrão estranhamente rosnado e agitado por guitarras. Sim, isso mesmo, Anastacia virou rock."

## Videoclipe
Filmado em Burbank, Califórnia, em 1-4 Fevereiro de 2004, o vídeo musical regular do single foi dirigido por Bryan Barber. Atualmente, existem três versões de videoclipe. A primeira e mais visualizada, foi realizada à volta do mundo, excluindo o Norte da América.
A versão regular começa com Anastacia em uma ponte. Depois mostra a mesma a andar numa estrada, com vários cartazes vermelhos espalhados nos pilares da cidade. A rua é de estilo europeu com carros europeus (um Fiat 500 com placas de veículo da França, um Smart Roadster e um Citroën DS). Então ela entra em um carro e, enquanto dirige, ela olha para um carro ao lado dela e vê "ela mesma" acariciando apaixonadamente um homem. Na parte final, vai caminhando numa rua até um bar, ao caminhar várias sombras animadas estão a dançar ao ritmo da canção.
Uma das versões alternativas, tem como mudanças a cor dos cartazes, que passa a ser azul, e foi editado por Jason Nevins  da Global Club Edit, contém também diferentes edições, como o diferente final do vídeo.
Em 2005, foi realizado um vídeo completamente novo para a população americana. Gravado a 19 e 20 de Maio de 2005, esta versão foi dirigida por David Lippman e Charles Mehling, e foi gravado em Los Angeles, Califórnia. Embora esta versão tenha sido gravada especialmente para o mercado americano, "Left Outside Alone" nunca foi lançado oficialmente lá. No vídeo, a cantora está num castelo sozinha a cantar, rodeada de velas acesas.

## Parte 2
Uma versão diferente da faixa (intitulada "Left Outside Alone, Part 2") aparece na edição de luxo do sexto álbum de estúdio de Anastacia, Resurrection. Esta versão apresenta uma melodia alternativa para a mesma letra ouvida na música original. Ela foi citada dizendo: "Dez anos depois, estou lançando um álbum e queria revisitar essa música. Dei a mim mesma a oportunidade de fazer isso. Adorei e é uma perspectiva completamente diferente da música".

## Faixas e formatos
| Australiano CD single 1. "Left Outside Alone" (Edição de Rádio) – 3:40 2. "Get Ready" – 3:30 3. "Left Outside Alone" (Jason Nevins Global Club Edit) – 4:16 Europeu CD maxi single 1. "Left Outside Alone" (Edição de Rádio) – 3:40 2. "Get Ready" – 3:30 3. "Left Outside Alone" (Jason Nevins Global Club Edit) – 4:16 4. "Left Outside Alone" (Jason Nevins Mix Show Edit) – 3:14 5. "Left Outside Alone" (M*A*S*H Rock Mix) – 4:04 Europeu promocional CD single 1. "Left Outside Alone" (Edição de Rádio) – 3:40 Alemão limitado 3" CD single (POCK IT!) 1. "Left Outside Alone" (Edição de Rádio) – 3:40 2. "Left Outside Alone" (Jason Nevins Global Club Edit) – 4:16 Reino Unido CD single 1. "Left Outside Alone" (Edição de Rádio) – 3:40 2. "Get Ready" – 3:30 Reino Unido promocional maxi single 1. "Left Outside Alone" (Edição de Rádio) – 3:40 2. "Left Outside Alone" (Love To Infinity Mix) 3. "Left Outside Alone" (Soda Club Remix) 4. "Left Outside Alone" (Jason Nevins Remix) Americano CD maxi single 1. "Left Outside Alone" (Edição de Rádio) – 3:40 2. "Get Ready" – 3:30 3. "Left Outside Alone" (Jason Nevins Global Club Edit) – 4:16 4. "Left Outside Alone" (Jason Nevins Global Club) – 8:05 5. "Left Outside Alone" (Jason Nevins Mix Show) – 5:35 | Reino Unido 12" promocional single - Lado A: 1. "Left Outside Alone" (Jason Nevins Global Club Mix) – 7:51 - Lado B: 1. "Left Outside Alone" (M*A*S*H Master Mix) – 6:23 2. "Left Outside Alone" (Jason Nevins Mix Show) – 5:21 Americano promocional CD single 1. "Left Outside Alone" (Jason Nevins Global Club) – 8:05 2. "Left Outside Alone" (Jason Nevins Global Club Edit) – 4:16 Americano promocional CD maxi single 1. "Left Outside Alone" (Jason Nevins Global Club Edit) – 4:16 2. "Left Outside Alone" (Jason Nevins Global Club) – 8:05 3. "Left Outside Alone" (Jason Nevins Mix Show Edit) – 3:14 4. "Left Outside Alone" (Jason Nevins Mix Show) – 5:21 Americano 12" promocional single - Lado A: 1. "Left Outside Alone" (Jason Nevins Global Club) - Lado B: 1. "Left Outside Alone" (M*A*S*H Master Mix) – 6:23 2. "Left Outside Alone" (Jason Nevins Mix Show) – 5:21 |

## Histórico de lançamento
| País/Região | Data                    |
| ----------- | ----------------------- |
| Europa      | 10 de Fevereiro de 2004 |
| Mundo       | 15 de Marco de 2004     |

## Desempenho

### Certificações
| País          | Certificador | Certificação | Vendas  |
| ------------- | ------------ | ------------ | ------- |
| Austrália     | ARIA         | 2× Platina   | 140,000 |
| Áustria       | IFPI         | Ouro         | 15,000  |
| Bélgica       | IFPI         | Ouro         | 25,000  |
| Alemanha      | IFPI         | Ouro         | 150,000 |
| Noruega       | IFPI         | Ouro         | 5,000   |
| Países Baixos | IFPI         | Ouro         | 20,000  |
| Reino Unido   | BPI          | Prata        | 200,000 |

### Posições
| Tabelas musicais (2004)                | Melhor posição |
| -------------------------------------- | -------------- |
| Australian ARIA Singles Chart          | 1              |
| Ö3 Austria Top 40                      | 1              |
| Belgian Ultratop 50 Singles (Flanders) | 5              |
| Belgian Ultratop 40 Singles (Wallonia) | 7              |
| Danish Singles Chart                   | 2              |
| Dutch Top 40                           | 2              |
| European Hot 100 Singles               | 2              |
| Finnish Singles Chart                  | 6              |
| French SNEP Singles Chart              | 9              |
| German Singles Chart                   | 2              |
| Hungarian Mahasz Singles Chart         | 3              |
| Hungarian Mahasz Dance Chart           | 20             |
| Irish Singles Chart                    | 2              |
| Italian FIMI Singles Chart             | 1              |
| New Zealand RIANZ Singles Chart        | 20             |
| Norwegian Singles Chart                | 2              |
| Romanian Top 100                       | 2              |
| Russian Airplay Chart                  | 45             |
| Spanish PROMUSICAE Singles Chart       | 1              |
| Swedish Singles Chart                  | 6              |
| Swiss Singles Chart                    | 1              |
| UK Singles Chart                       | 3              |
| U.S. Billboard Hot Dance Club Play     | 5              |
| Tabelas musicais (2005)                | Melhor posição |
| U.S. Billboard Hot Adult Top 40 Tracks | 30             |